# Труды и дни
«Труды и дни» (др.-греч. Ἔργα καὶ Ἡμέραι; также известна как «Работы и дни») — поэма древнегреческого поэта Гесиода, одно из классических произведений античной литературы. Считается первым произведением дидактического жанра в древнегреческой литературе.

## Содержание
«Труды и дни» написаны в форме обращения Гесиода к своему брату Персу с привлечением мифологических, этических и практических хозяйственных знаний.
В «Трудах и днях» выделяют следующие части:
- Воззвание к Музам (1-9);
- Обращение к брату (10-41);
- Рассказ о Прометее и Пандоре (42-105);
- Рассказ о смене веков (золотой → серебряный → медный → век героев → железный) (106—201);
- Басня о слабом и сильном, соловье и ястребе (203—212);
- Второе обращение к брату (213—224);
- Рассказ о двух городах (225—273);
- Третье обращение к брату. Призыв предусматривать результат своих действий (274—341);
- Третье обращение к брату. Личные отношения (342—380);
- Практические советы по достижению достатка (381—694);
- Советы по выбору жены (695—705);
- Прочие советы (706—764);
- Народный календарь (765—828).

Последние две части наиболее часто подвергаются сомнению в аутентичности.

## Значение
«Труды и дни» — один из важнейших источников по изучению дофилософской мысли Древней Греции. В произведении содержится ряд идей, которые использовались позднейшими авторами.
Поэма имела большое значение для формирования антропоцентрического мировоззрения в Древней Греции. Благодаря присущему автору практицизму и акценту на описании жизни людей поэму называют «совершенно светским видом эпоса». Это «замечательное произведение полное описаний крестьянского быта, личных переживаний и тонкого юмора», — отмечается в справочнике «Кто есть кто в античном мире» Бетти Редис.
В поэме впервые зафиксировано название звезды Сириус (др.-греч. Σείριος — Séirios).

### Золотой век и регрессивная интерпретация истории
В «Трудах и днях» даётся первое в европейской мысли осмысление истории в развитии. Кроме того, это также первая её интерпретация как регрессивного процесса, в то время как в целом в Греции большее распространение получила идея истории как прогрессивного процесса. В то же время аналогичная классификация о смене эпох существует в индийской и иранской мифологии, хотя Гесиод и добавил к ней «век героев» (в оригинале — «род героев» или «поколение героев»). Часто высказывается мнение, что Гесиод заимствовал четырёхчастную схему с Востока, но дополнил её веком героев, поскольку «в его времена ещё слишком живы были эпические воспоминания о микенской цивилизации». Альтернативой заимствованию с Востока называется фольклорное происхождение концепции. Отдельные исследователи называют «век героев» более поздней вставкой, хотя на фоне всего описания он выглядит уместно.
Гесиоду приписывают введение в употребление понятия «золотой век», хотя в оригинале употребляется др.-греч. χρύσεον γένος ἀνθρώπων (chrúseon génos anthrópon — золотой род или золотое поколение человечества). Это связывается с тем, что в Греции была распространена генеалогическая, а не хронологическая интерпретация истории.
Позже историческая концепция золотого, серебряного и бронзового веков встречается, например, у Овидия в «Метаморфозах».

### Мифы о Прометее и Пандоре
Мифы о похищении огня Прометеем и о Пандоре содержится также в «Теогонии», причём в «Трудах и днях» рассказ о Пандоре представлен в более полном виде. В «Трудах и днях» Гесиод представляет Прометея не как героя, а как отрицательного персонажа, который своими действиями навлёк гнев Зевса на людей.

### Две Эриды
У Гесиода появляются две богини с одним именем — богиня раздора и богиня трудового соревнования. Ф. Ницше упоминал соответствующий фрагмент, обращая особое внимание на отличие нравственных понятий греков и современных европейцев. На этот факт указывают и комментаторы полного собрания текстов. О второй Эриде кратко упоминает Г. В. Драч: «Путь к характеристике космической справедливости начинается у Гесиода с личного выбора между злой Эридой (этот путь ведёт к „словопрениям и тяжбам“) и доброй…». Более конкретное определение художественно-смысловой функции образа второй Эриды рассмотрено А. А. Аксеновой в статье «Вторая Эрида Гесиода».

### Переводы
- в: Исиода Аскрейскаго творения, с греческого на российский язык предложенные Александром Фрязиновским. — Санкт-петербург, 1779.
- в: Творения Гезиода, переведенные Павлом Голенищевым-Кутузовым. — Москва, 1807 ссылка
- Гесиод. Подстрочный перевод поэм с греческого и прим. Г. К. Властова. — СПб., 1885. — 280 с. (Работы и Дни. Теогония. Щит Геракла).
- Гесиод. Работы и дни. Земледельческая поэма. / Пер. В. В. Вересаева. — М.: Недра, 1927. — 88 с. — 2000 экз. доступная ссылка
- Гесиод. Полное собрание текстов. Поэмы (Теогония. Труды и дни. Щит Геракла). Фрагменты (Перечень женщин или Эои. Великие Эои. Свадьба Кеика. Меламподия. Сошествие Пирифоя. Идейские дактили. Наставления Хирона. Великие труды. Астрономия. Эгимий. Горнило или Гончары). / Перевод фрагментов О. П. Цыбенко, вступ. ст. В. Н. Ярхо, комм. О. П. Цыбенко и В. Н. Ярхо. (Серия «Античное наследие»). — М.: Лабиринт, 2001. — 256 с.